# Cusco
Cusco (in spagnolo anche Cuzco, in quechua Qusqu, [ˈqɔsqɔ]), è una città nel sud-est del Perù, all'estremità orientale del Nodo di Cuzco vicino alla Valle Urubamba della catena montuosa delle Ande. È la capitale della regione di Cusco e della provincia di Cusco. La città è la settima più popolosa del Perù e, nel 2017, aveva una popolazione di 428.450 abitanti. La sua altitudine è di circa 3.400 m.s.l.m.
La città è stata la capitale storica dell'Impero Inca dal XIII secolo fino alla conquista spagnola del XVI secolo. Successivamente fu una delle città più importanti del Vicereame del Perù. Sotto la sovranità della monarchia ispanica, furono costruite varie chiese, università, palazzi e piazze barocche e neoclassiche. Queste costruzioni sono le attrazioni che fanno della città la principale meta turistica del paese, ospitando quasi 3 milioni di visitatori all'anno. Nel 1983, Cusco è stata dichiarata Patrimonio dell'Umanità dall'UNESCO con il titolo di "Città di Cuzco". La Costituzione del Perù (1993) la designa come la capitale storica del Perù.
Dal 1976, l'ortografia locale preferita della città è stata Cusco, per riflettere la pronuncia corrente in spagnolo e quechua; dal 1990, le autorità locali hanno adottato Qosqo come ortografia, per essere più strettamente allineato con la lingua quechua.

## Geografia fisica

### Territorio
Cusco si espande nella valle formata dal rio Huatanay e per le colline confinanti.

### Clima
Il clima è secco e temperato. Ha due stagioni definite: una secca da aprile a ottobre con giornate soleggiate, notti fresche e temperatura media di 11 °C, e una piovosa da novembre a marzo con temperatura media di 14 °C. Nei giorni soleggiati la temperatura si alza fino a oltre 20 °C, anche se il vento leggero di montagna è piuttosto freddo.
| Dati meteo                         | Mesi | Mesi | Mesi | Mesi | Mesi | Mesi | Mesi | Mesi | Mesi | Mesi | Mesi | Mesi | Stagioni | Stagioni | Stagioni | Stagioni | Anno |
| Dati meteo                         | Gen  | Feb  | Mar  | Apr  | Mag  | Giu  | Lug  | Ago  | Set  | Ott  | Nov  | Dic  | Est      | Aut      | Inv      | Pri      | Anno |
| ---------------------------------- | ---- | ---- | ---- | ---- | ---- | ---- | ---- | ---- | ---- | ---- | ---- | ---- | -------- | -------- | -------- | -------- | ---- |
| T. max. media (°C)                 | 20   | 21   | 21   | 22   | 21   | 21   | 21   | 21   | 22   | 22   | 23   | 22   | 21       | 21,3     | 21       | 22,3     | 21,4 |
| T. min. media (°C)                 | 7    | 7    | 7    | 4    | 2    | 1    | −1   | 1    | 4    | 6    | 6    | 7    | 7        | 4,3      | 0,3      | 5,3      | 4,3  |
| Precipitazioni (mm)                | 163  | 150  | 109  | 51   | 15   | 5    | 5    | 10   | 25   | 66   | 76   | 137  | 450      | 175      | 20       | 167      | 812  |
| Giorni di pioggia                  | 18   | 13   | 11   | 8    | 3    | 2    | 2    | 2    | 7    | 8    | 12   | 16   | 47       | 22       | 6        | 27       | 102  |
| Eliofania assoluta (ore al giorno) | 5    | 4    | 5    | 7    | 8    | 8    | 8    | 8    | 7    | 6    | 7    | 5    | 4,7      | 6,7      | 8        | 6,7      | 6,5  |

## Origini del nome
Il toponimo originale della città era Qosqo o Qusqu (in quechua). Per la tradizione significa centro, ombelico, cintura. Questo perché secondo la mitologia Inca in esso confluiva il mondo degli inferi (Uku Pacha), con il mondo visibile (Kay Pacha) e il mondo superiore (Hanan Pacha). Per questo motivo la città fu ed è chiamata l'ombelico del mondo (inteso come universo).
All'arrivo dei conquistadores spagnoli, il suo nome si trasformò in Cusco, come appare nelle mappe dei secoli XVI, XVII e XVIII. In alcune mappe del XIX e XX secolo (almeno fino al 1976) il suo nome appare scritto come Cuzco.
Nella cartografia ufficiale del Perù appare il suo nome originale in spagnolo, anche se lo si può trovare usato nell'altra forma.
L'articolo 49 della costituzione del Perù del 1993, nello stabilire la capitale storica del paese, segnala come forma corretta Cusco. Il 23 giugno 1990 il Consiglio Municipale di Cusco approvava l'accordo municipale n. 078 nel quale si dichiarava: «Istituire l'uso del nome Qosqo in sostituzione del vocabolo Cusco in tutti i documenti del governo municipale di Cusco».

## Storia

### Fondazione in epoca incaica

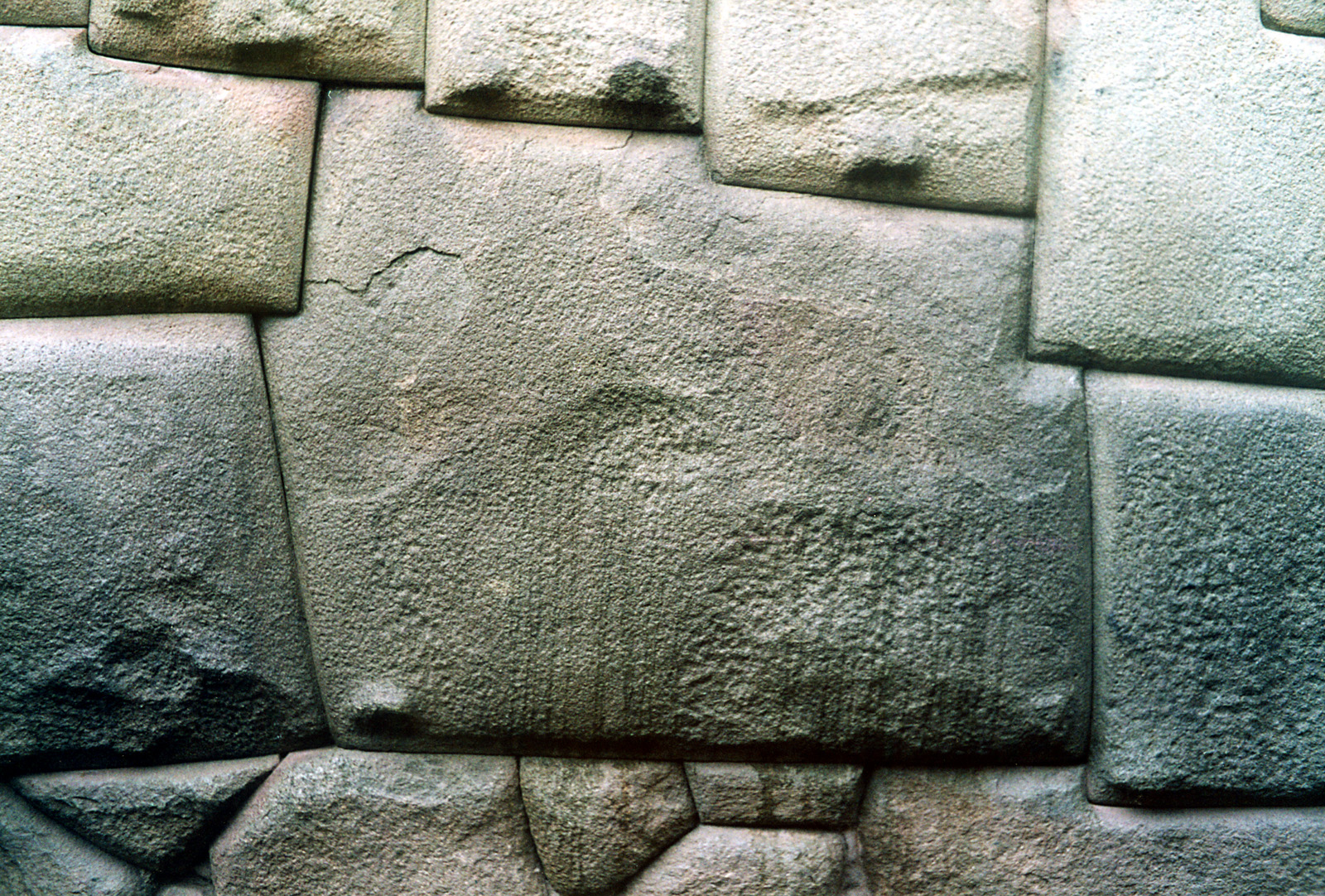
La pietra dei dodici angoli in calle Hatun Rumiyuq.

Due leggende indigene attribuiscono la sua fondazione a un essere leggendario chiamato Manco Cápac, insieme con sua sorella e consorte Mama Ocllo, diventato poi suo primo imperatore.
In entrambe si afferma che il luogo fu rivelato dal dio sole (Inti) dopo una peregrinazione incominciata a sud della valle sacra degli Inca in cerca del luogo esatto.
Con i dati archeologici e antropologici si è ricostruito il vero processo di occupazione di Cusco. Il consenso degli studiosi ritiene che in seguito al collasso del regno di Taypiqala si produsse la migrazione del suo popolo. Questo gruppo, di circa 500 uomini, si era stabilito gradualmente nella valle del rio Huatanay, processo che culminò con la fondazione della città di Cusco.
Non si conosce la data approssimativa, però si è in accordo sulla zona dove era ubicata la città, abitata già 3000 anni fa.
Cusco appariva come la città abitata più antica di tutte le Americhe.
Fu la capitale e la sede del governo del regno degli Inca e continuò a esserlo nelle fasi iniziali dell'epoca imperiale, diventando la città più importante delle Ande. Questo centralismo le diede peso diventando così il principale centro culturale e centro del culto religioso.
Si attribuisce al governante Pachacutec di aver fatto di Cusco un centro spirituale e politico.
Pachacútec arrivò al potere nel 1438 e sia lui sia suo figlio Túpac Yupanqui dedicarono 5 decenni all'organizzazione e conciliazione di differenti gruppi tribali sotto il loro dominio, tra cui i Lupaca e i Colla. Durante il periodo di Pachacútec e Túpac Yupanqui, il dominio di Cusco arrivò fino a Quito (nell'attuale Ecuador) al nord e fino al rio Maule al sud, integrando culturalmente gli abitanti per circa 4.500 km di catena montuosa.
Si crede che il disegno originale della città di Cusco sia opera di Pachacutec. La mappa di Cusco antica ha la forma di un puma, (animale molto importante per il popolo) con la piazza centrale (Haucaypata) nella posizione occupata dal petto dell'animale. La testa dell'animale sarebbe ubicata nella collina dove si trova la fortezza di Sacsayhuamán. Gli Inca organizzarono la loro divisione amministrativa in modo che i confini delle quattro regioni dell'impero coincidessero con la piazza centrale di Cusco.
La città, situata al centro della cordigliera a un'altitudine di circa 3.000 metri, all'arrivo degli spagnoli era una delle più importanti città del mondo. Dalle sue rovine si è potuto risalire all'urbanistica dell'antica città, con le sue tipiche terrazze a scalinate, utili per facilitare l'irrigazione delle colture. Una rete di canali, acquedotti e dighe costruiti lungo la catena montuosa svolgeva il compito di fornire l'acqua necessaria all'attività, diversificata al punto da comprendere una sessantina di specie vegetali, su una terra resa fertile grazie al concime di guano trasportato dalla costa. Venivano inoltre allevati lama e alpaca, da cui si ricavava una lana pregiata. Le terre erano suddivise in tre gruppi: il primo riforniva i magazzini pubblici situati lungo le strade principali e utilizzati a uso della nobiltà, dei lavoratori, dell'esercito e in caso di emergenza; il secondo produceva prodotti per il clero e i loro collaboratori; il terzo gruppo produceva per il consumo dei contadini.

### Fondazione spagnola del Perù

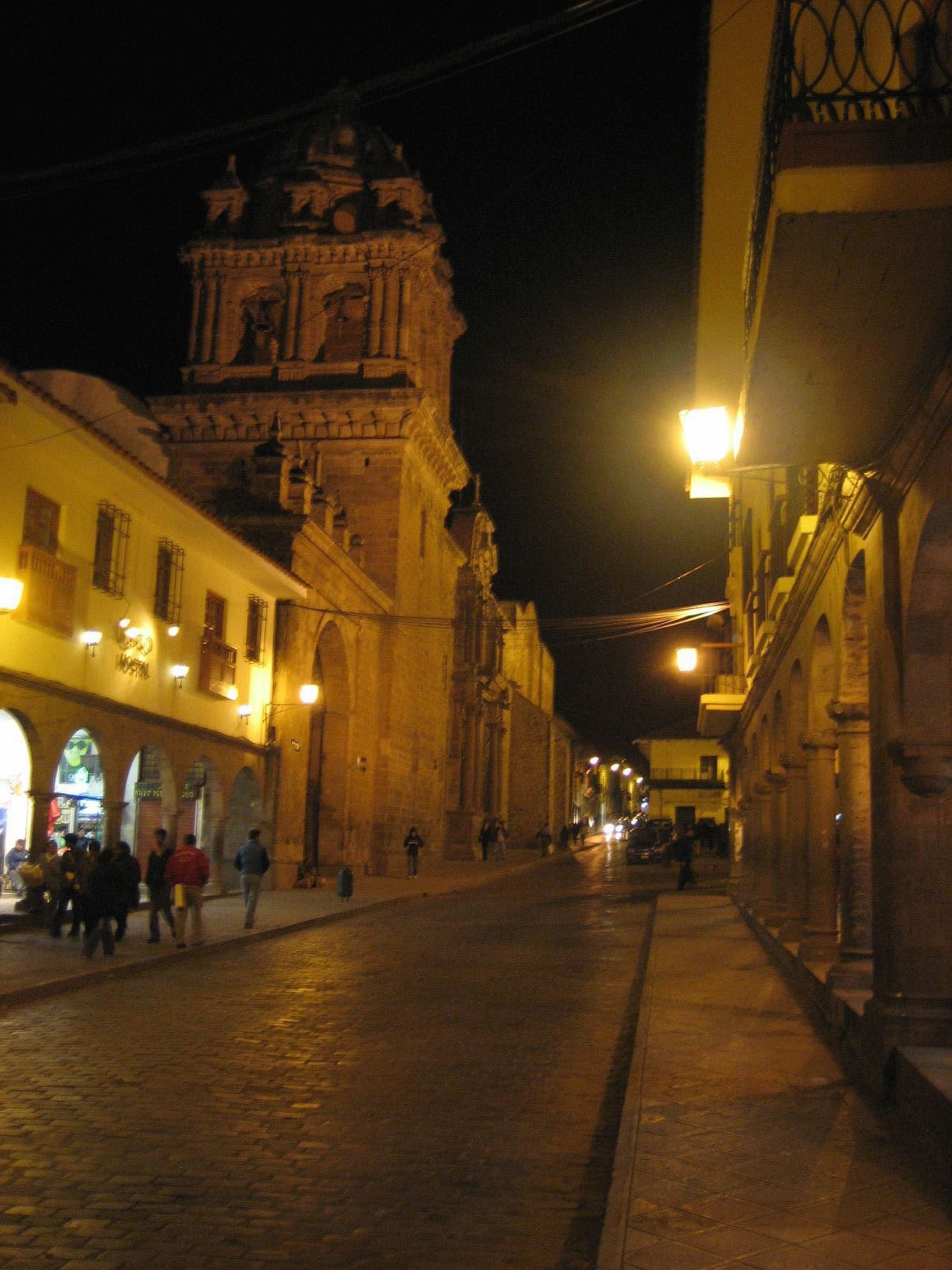
Calle Mantas, sulla destra si apprezza il campanile della Chiesa e del Convento de La Merced.

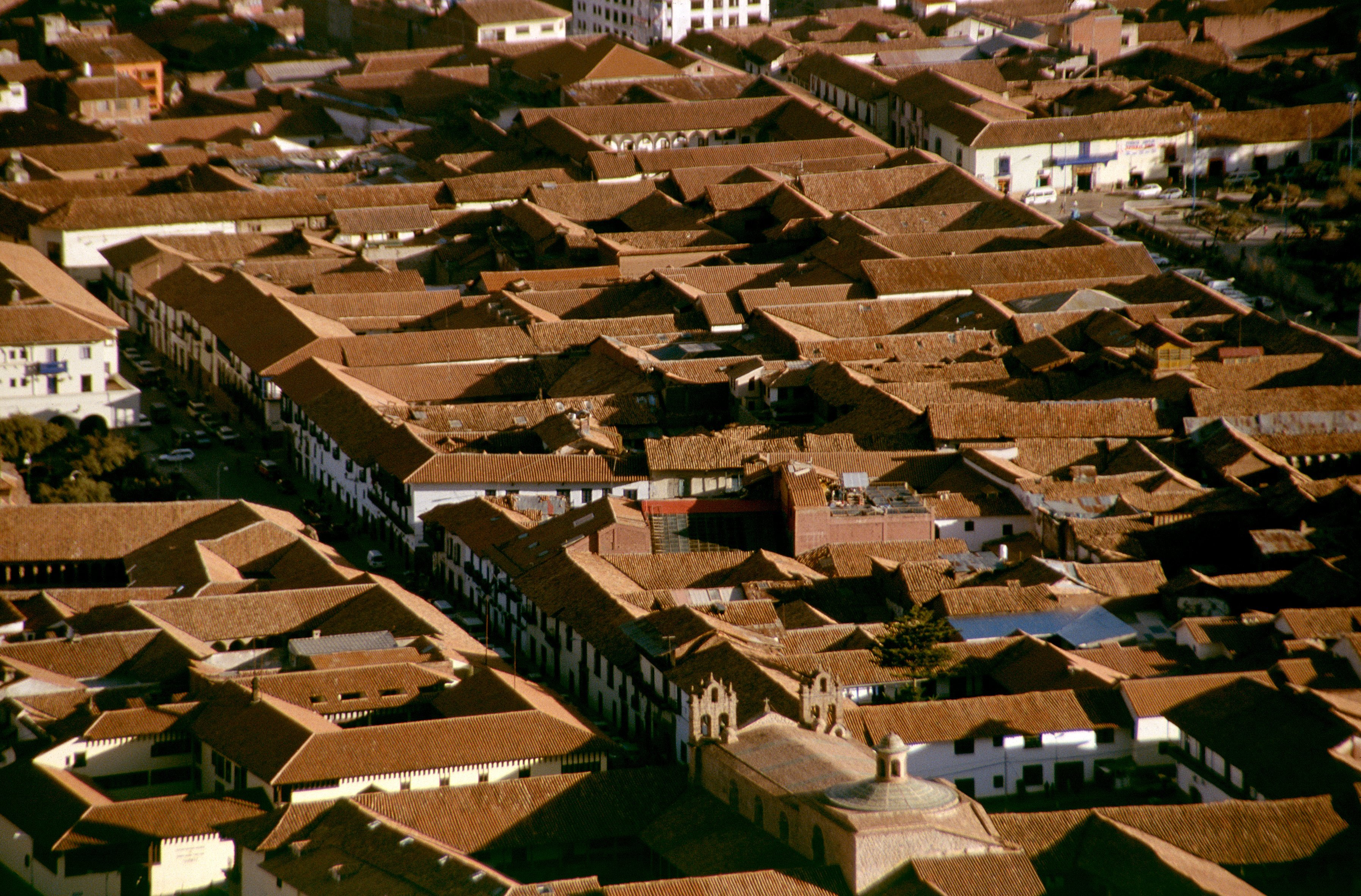
Vista della città da Sacsayhuamán.

I conquistadores spagnoli sapevano, fin dal loro arrivo in quello che adesso è il territorio peruviano, che il loro obiettivo era conquistare la città di Cusco, capitale dell'impero.
Dopo la cattura di Atahualpa a Cajamarca, incominciarono il loro cammino verso Cusco, fondando nel tragitto diverse città.

I combattimenti per la conquista della capitale furono sanguinosi e alla fine i conquistadores vinsero. Il 15 novembre del 1533 Francisco Pizarro rifondò, secondo l'usanza spagnola, la città di Cusco, ponendosi nella piazza principale degli Inca, la centrale Plaza de Armas circondata dai palazzi che furono dei sovrani Inca. Nella parte nord incominciò la costruzione della cattedrale.
Francesco Pizarro diede a Cusco la denominazione di «Cusco, città nobile e grande» il 23 marzo 1534.

I superstiti dell'Impero Inca continuarono le ostilità durante i primi anni di colonizzazione; nel 1536 Manco Inca incominciò la sua opposizione e creò la dinastia degli Inca di Vilcabamba: questa dinastia finì nel 1572 quando l'ultimo re Túpac Amaru fu sconfitto, catturato e decapitato.
La città si trasformò in un importante centro commerciale e culturale delle Ande centrali posto sul tragitto della strada che da Lima porta a Buenos Aires. Tuttavia l'amministrazione del vicereame preferì la localizzazione di Lima (fondata due anni dopo Cusco, nel 1535) principalmente per la sua vicinanza con il porto naturale di Callao per stabilire la testa dei suoi domini in Sud America. La città è menzionata nella prima mappa conosciuta del Perù.

Cusco venne decretata capitale dell'amministrazione del vicereame nel sud del paese, essendo all'inizio la località più importante, a detrimento delle città di Arequipa o Moquegua. La sua popolazione era composta principalmente di indigeni, partecipanti all'aristocrazia incaica ai quali furono mantenuti alcuni di quelli che erano stati i propri privilegi. Inoltre in città si trasferirono un certo numero di spagnoli. In quell'epoca ebbe quindi inizio il processo di meticciato culturale che tuttora contraddistingue la città.
Lo sviluppo urbano fu interrotto da vari terremoti che in più di una occasione distrussero la città. Nel 1650 un terremoto distrusse tutte le costruzioni coloniali. Durante quel sisma assunse una grande importanza l'effigie di Señor de los Temblores che ancora adesso è portato annualmente in processione.
Nel 1780 la città di Cusco fu sconvolta dal movimento incominciato dal cacique (indigeno quechua) José Gabriel Condorcanqui, conosciuto come Túpac Amaru II, che si sollevò contro l'amministrazione spagnola. La sua azione fu soffocata dopo vari mesi di lotta, in cui egli fu messo in scacco dalle autorità del vicereame appostate a Cusco. Tupac Amaru fu vinto, fu fatto prigioniero e sottoposto a esecuzione, insieme con tutta la sua famiglia, in Plaza de Armas a Cusco. Ancora adesso sussiste sul lato della chiesa della Compagnia di Gesù la cappella che servì da processo; il suo movimento si espanse rapidamente in tutte le Ande e marcò l'inizio del processo di emancipazione del Sud America.
Nel secolo XIX si ha un altro sollevamento contro l'amministrazione del vicereame, avvenuto a Cusco. El brigadier Mateo Pumacahua, meticcio di Cusco, che inizialmente aveva affrontato Tupac Amaru II, avviò un'altra sollevazione assieme al fratello Angulo, per ottenere l'indipendenza del Perù: anche questo sollevamento fu soffocato.

### Epoca repubblicana

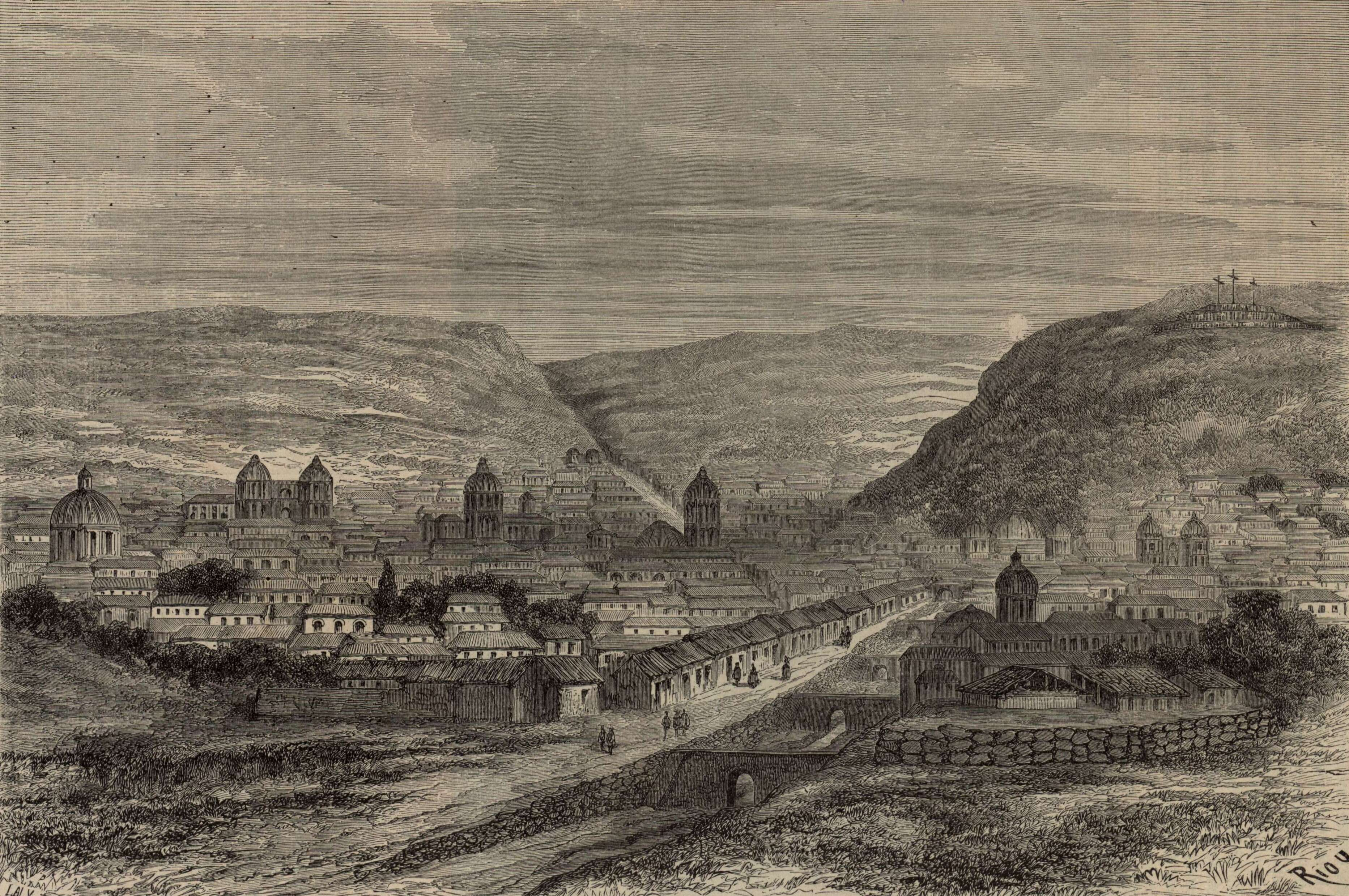
Vista complessiva di Cusco. Incisione antica

Il Perù dichiarò la sua indipendenza nel 1821 e la città di Cusco mantenne la sua importanza all'interno dell'organizzazione politico-amministrativa del Perù. Si creò il dipartimento di Cusco, che abbracciava tutti i territori amazzonici fino al confine con il Brasile; la città fu la capitale di detto dipartimento e la città più importante del sud-est andino.
A partire dal XX secolo la città incominciò uno sviluppo urbano a un ritmo maggiore rispetto a prima. La città si espanse nei vicini distretti di Santiago e Wanchaq. Nel 1911 partì dalla città la spedizione di Hiram Bingham che riscoprì le rovine incaiche di Machu Picchu.
Nel 2024 fu scoperta la Chincana, una rete di labirinti sotterranei lunga 1 km, che collega le case vescovili a Muyucmarca, una struttura circolare di Sacsahuaman, a Callispuquio e alla Chiesa di San Cristóbal.

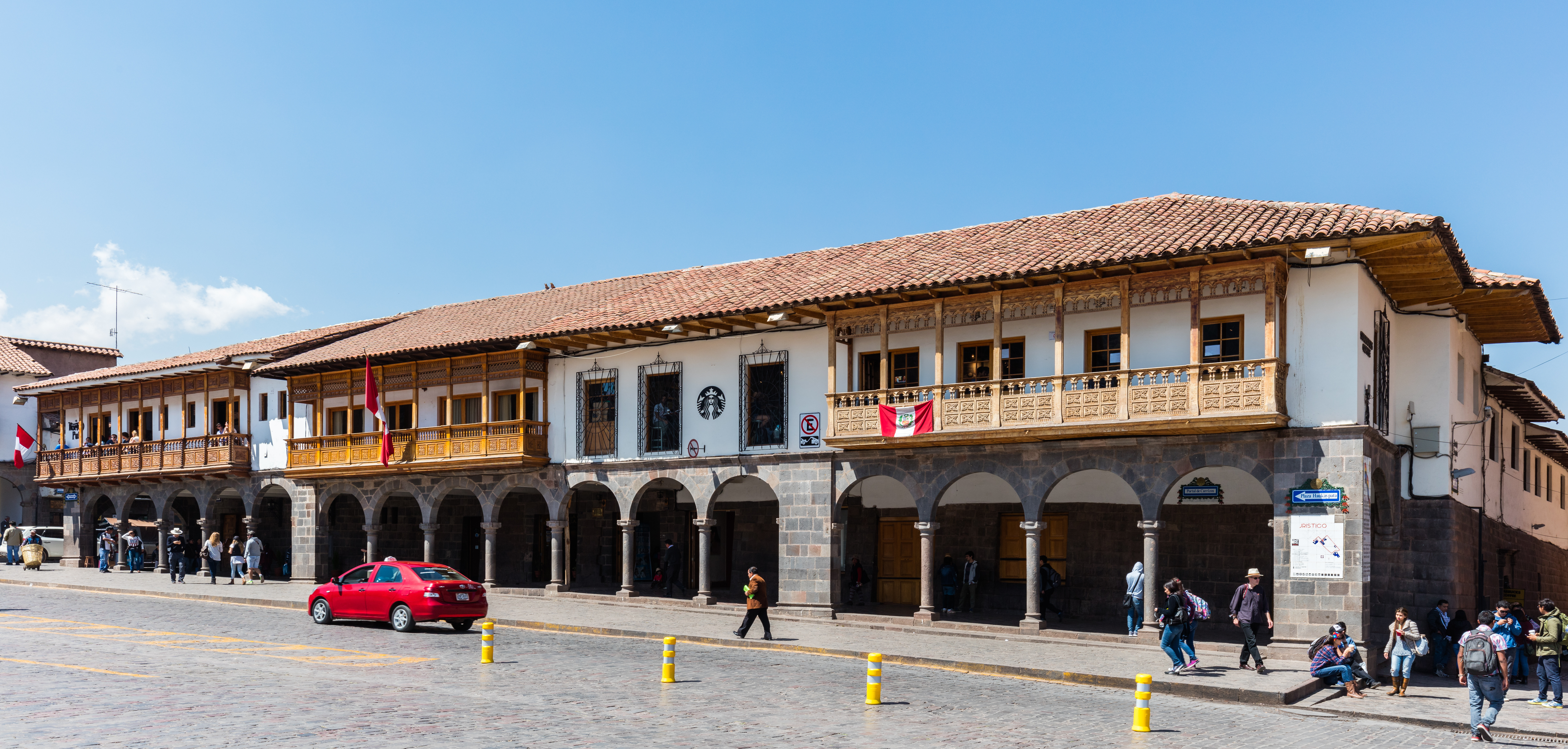
Strade del centro di Cusco

### Onorificenze assegnate alla città di Cusco
- Nel 1933 il congresso americanista (avvenuto nella città di La Plata, Argentina) dichiarò la città capitale archeologica dell'America.
- Successivamente, nel 1978, la settima Convención de Alcaldes de las Grandes Ciudades Mundiales (tenutosi a Milano) dichiarò Cusco come Herencia Cultural del Mundo.
- Finalmente l'UNESCO, a Parigi, dichiarò la città e specialmente il centro storico come patrimonio culturale dell'umanità (9 dicembre 1983).
- In concordanza lo stato peruviano dichiarò Cusco il 22 dicembre 1983, con la Legge n. 23765, capitale turistica del Perù e patrimonio culturale della nazione.
- La costituzione politica del 1993 ha dichiarato Cusco "capitale storica del Perù".

## Monumenti e luoghi d'interesse

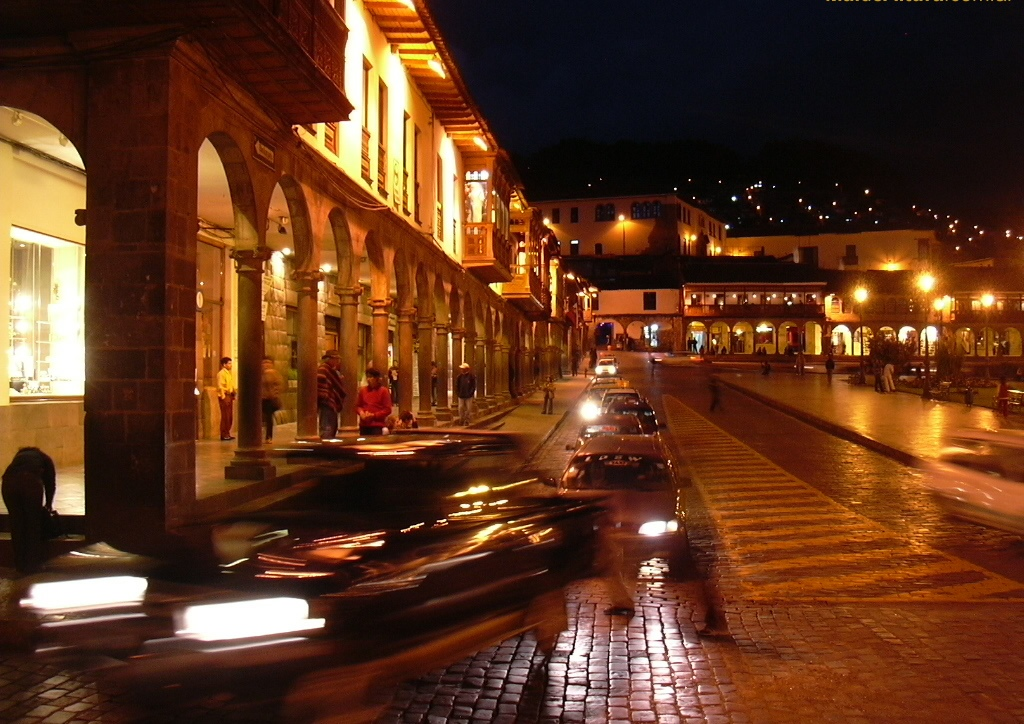
Cusco notturna.

Per la sua antichità e trascendenza e per il centro-città, che conserva molti edifici, piazze e strade di epoca preispanica, così come costruzioni coloniali, nel 1983 fu dichiarata dall'UNESCO patrimonio dell'umanità.
Nel 1950 un altro terremoto scosse la città causando la distruzione di più di un terzo dei suoi edifici. La città incominciò a costituirsi come un centro importante di turismo e cominciò a ricevere un numero maggiore di turisti.
Dagli anni novanta l'attività turistica prese un ruolo speciale nell'economia della città con il conseguente ingrandimento delle attività alberghiere; Cusco è la principale meta turistica del Perù.
Tra i principali luoghi di interesse si possono annoverare i seguenti:

### Barrio de San Blas
Questo quartiere, ove si concentrano i laboratori e negozi di artigianato, è uno dei siti più pittoreschi della città.
Le sue strade sono inerpicate e strette con palazzi antichi costruiti su fondazioni incaiche. Ha una interessante piazzola e la parrocchia più antica di Cusco, edificata nell'anno 1563 in cui fu posto un pulpito di pietra intagliata che è considerata la massima espressione della Cusco coloniale.
Il nome quechua di questo quartiere è Toq'ocachi che significa "posto della grazia".

### Calle Hatun Rumiyuq
È la via più visitata dai turisti. Qui si può incontrare il palazzo Arzobispal costruito sulle fondazioni del Palazzo di Inca Roca.
In questa strada che va dalla piazza de Armas fino al Barrio de San Blas si può apprezzare la famosa "pietra dai dodici angoli".

### Convento e chiesa de la Merced
In seguito ai terremoti che sono avvenuti in questa città il convento e la chiesa de la Merced sono stati ricostruiti più di una volta. Originariamente fu costruita nel XVI secolo.
Si distinguono il suo chiostro, di stile barocco tardo-rinascimentale, così come il coro, le pitture coloniali e gli intagli in legno.
Si può ancora vedere un tabernacolo in oro e pietre preziose di 22 kg di peso e di 130 cm di altezza.

### Cattedrale

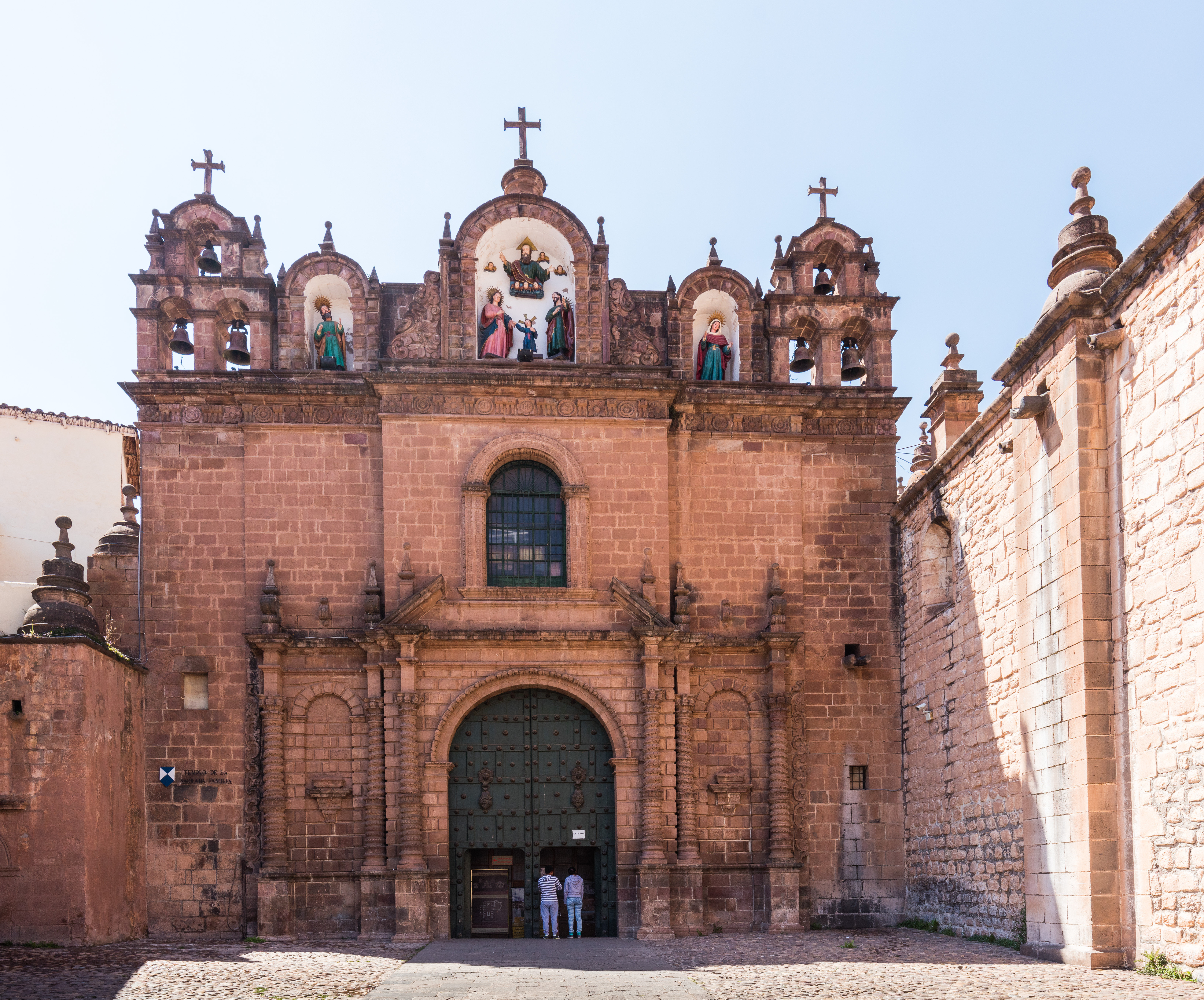
Cappella della Sagrada Familia, adiacente alla Cattedrale. Questo edificio appartenne anticamente all'Inquisizione ove, di fronte, si effettuavano le esecuzioni pubbliche dei condannati.

La prima cattedrale di Cusco fu però la chiesa del Trionfo, costruita nel 1539 sopra il palazzo dell'Inca Viracocha. Nella realtà è una cappella ausiliaria della Cattedrale. Tra gli anni 1560 e 1664 si costruì la cattedrale di questa città. Per fare ciò gli spagnoli fecero trasportare blocchi di granito rosso dalla fortezza incaica di Sacsayhuamán. Questa cattedrale, di facciata rinascimentale e interni barocchi, ha uno dei migliori esempi di oreficeria coloniale.
Ugualmente importanti sono i suoi altari di legno scolpito. Nella cattedrale possiamo vedere importanti mostre di artisti locali dell'epoca, in considerazione del fatto che in questa città si sviluppò la pittura su tela della cosiddetta "scuola di Cusco".

### Plaza de Armas
Ai tempi degli Inca era chiamata Awqaypata (piazza del guerriero). Questa piazza è stata lo scenario di molti tra i più importanti eventi storici di questa città, come la proclamazione da parte di Francisco Pizarro della conquista di Cusco. Ugualmente la piazza fu lo scenario della morte di Tupac Amaru II, considerato come il condottiero indigeno della resistenza. Gli spagnoli costruirono nella piazza un porticato di pietra intagliata, tuttora visibile. In questa piazza troviamo anche la cattedrale e la chiesa de La Compañía (la Compagnia di Gesù, in latino Societas Iesu).

### Chiesa della Compañía

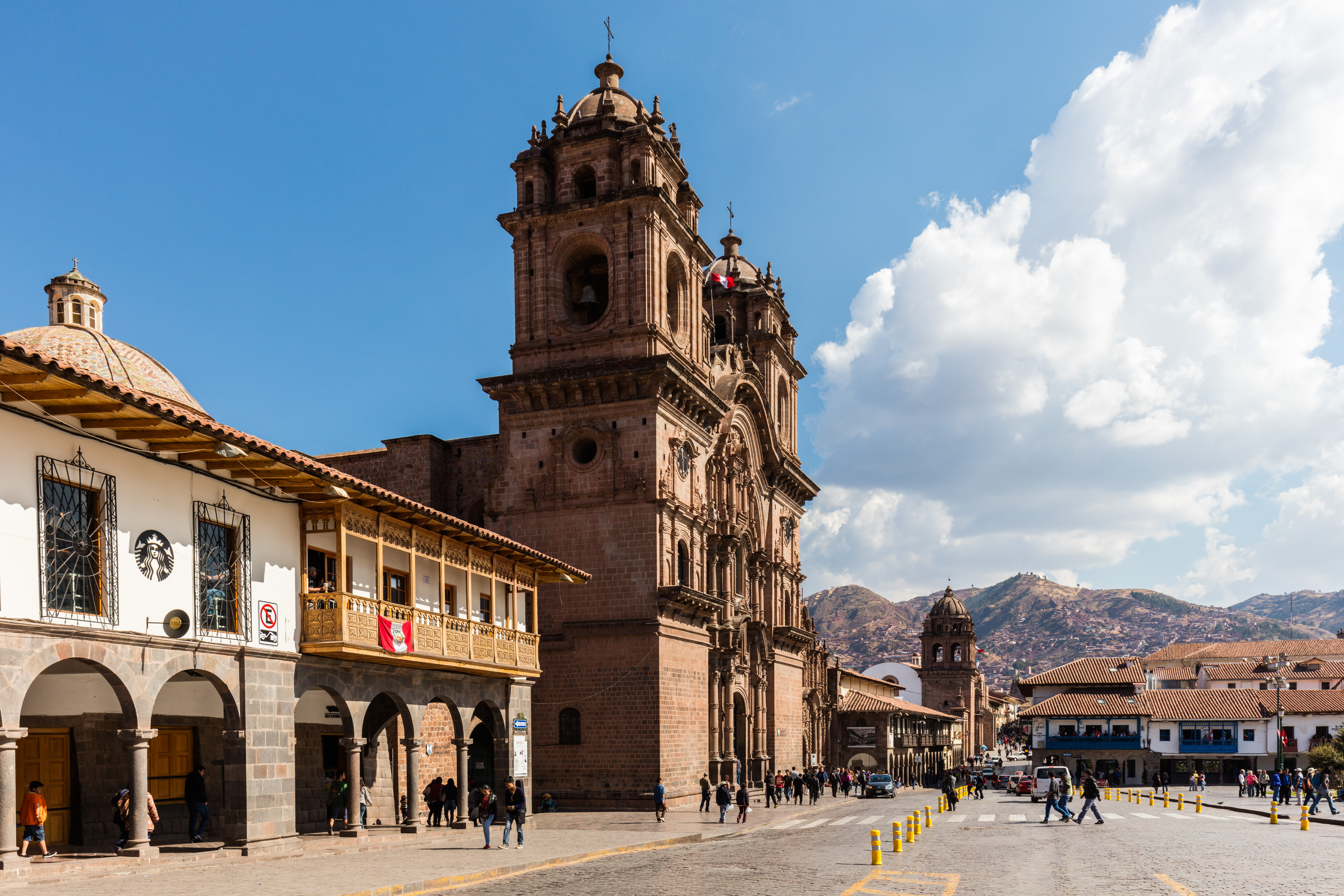
Iglesia de la Compañía

Questa chiesa, incominciata dai gesuiti nel 1576 sopra le fondazioni del Amarucancha o palazzo del re inca Huayna Capac, è considerata uno dei più belli fra gli edifici barocchi coloniali del continente.
La sua facciata e il suo altare sono in pietra tagliata e quella dell'altare è rivestita di una lamina d'oro. Fu costruita sopra una cappella sotterranea.

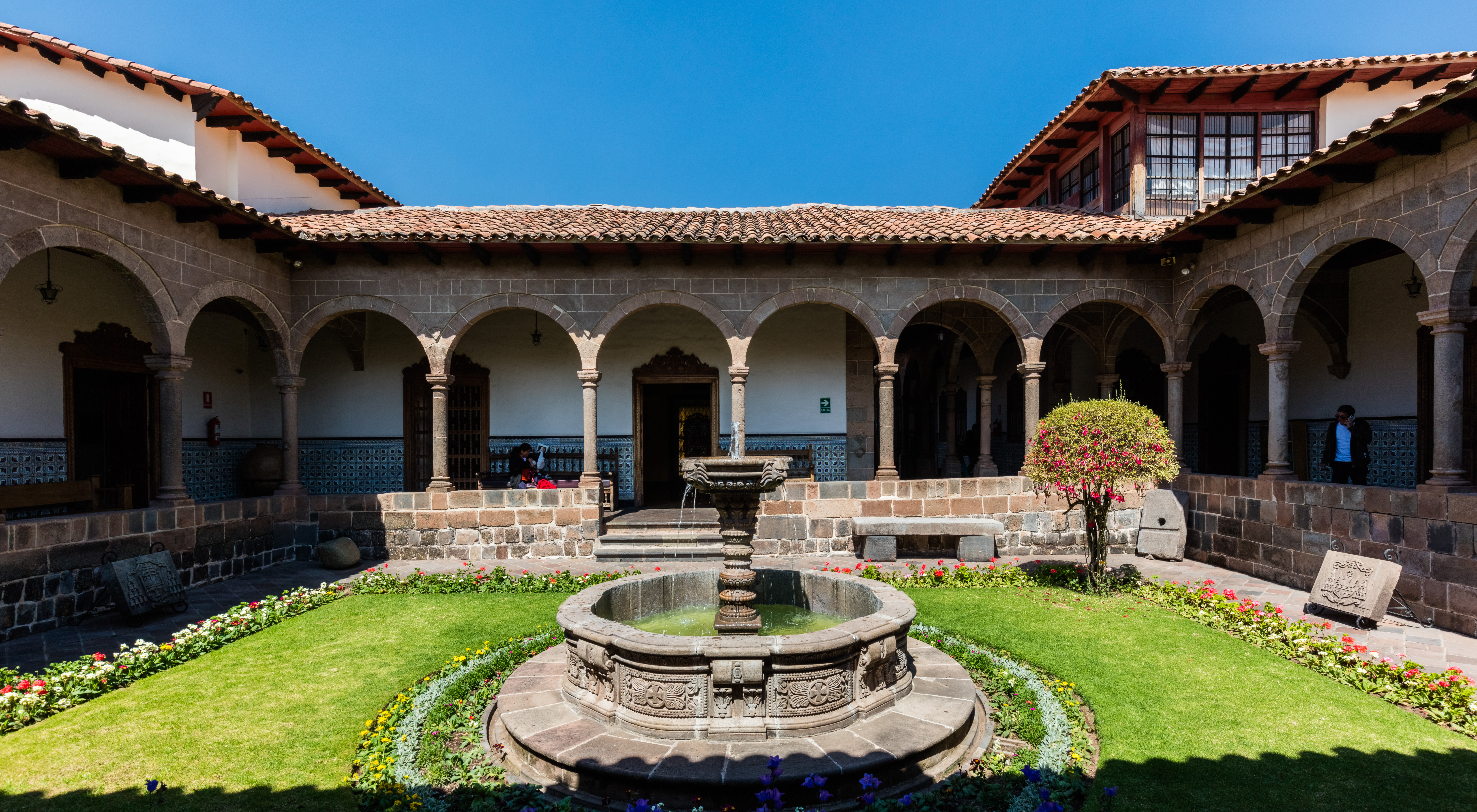
Giardino del Museo di Arte Sacra dell'Arcivescovado.

### Coricancha e il Convento de Santo Domingo

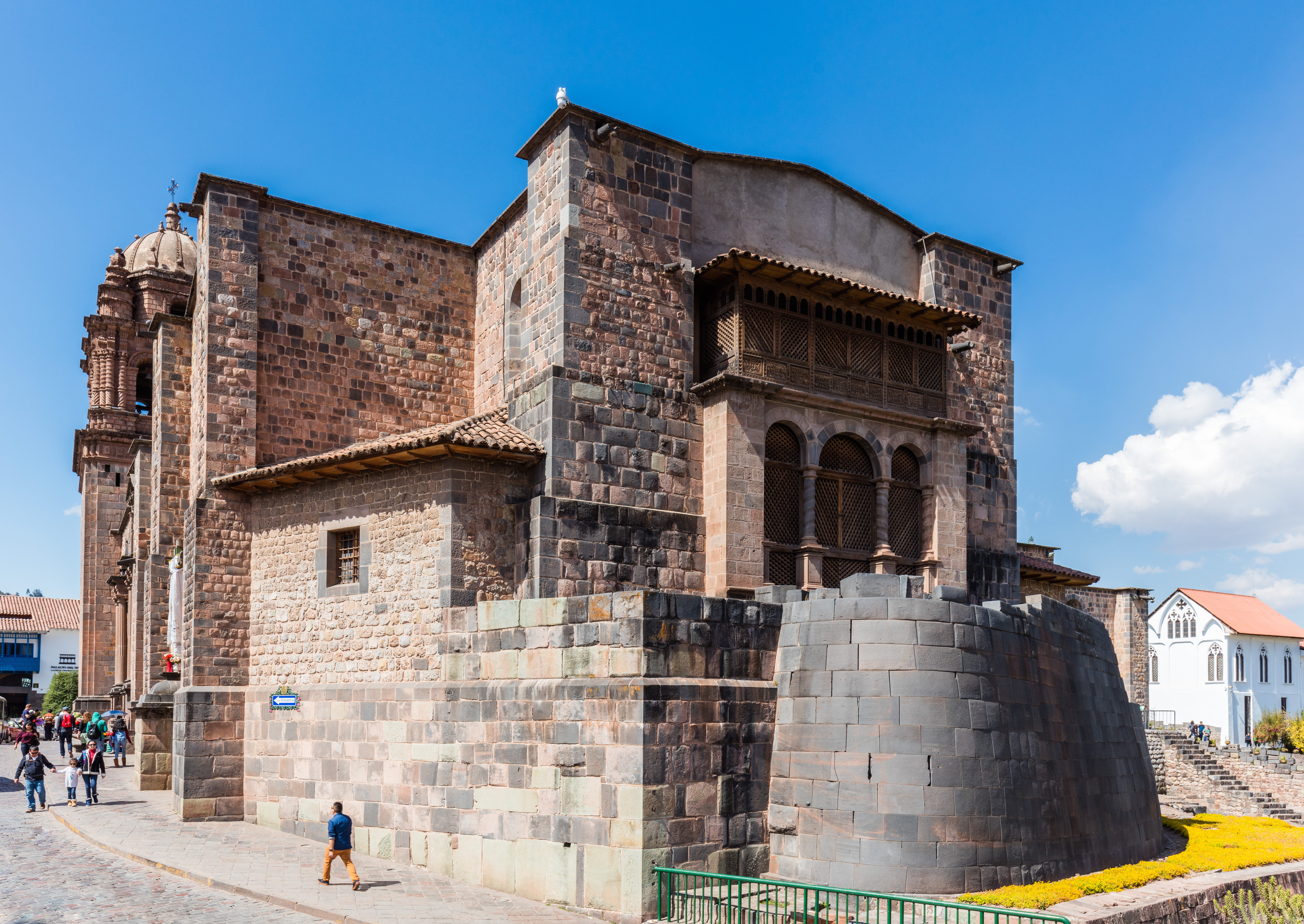
Coricancha e chiesa del Convento de Santo Domingo.

Il Coricancha fu il santuario più importante intitolato a Inti, il dio Sole, nell'epoca inca. Questo tempio fu chiamato "il sito dell'oro" in quanto i suoi muri erano ricoperti da lamine d'oro.
Mantenendo questa struttura come base, si costruì qui il convento di Santo Domingo (San Domenico), di stile rinascimentale. L'edificazione di una solitaria torre barocca, oltrepassa in altezza gli altri edifici di questa città.
All'interno si può vedere un'importante collezione di pitture di scuola cusqueña.

## Cultura

### Istruzione

#### Scuole pubbliche e private
Istruzione iniziale 2008
Istruzione primaria 1743
Istruzione secondaria 399
Totali 4302
La città di Cusco ha una delle istituzioni più antiche del paese come la scuola nazionale San Francisco de Borja, situata su una collina a un isolato dalla Plaza de Armas. Questa scuola fu la prima fondata dai conquistador spagnoli in questa città ed era destinata all'istruzione dei bambini spagnoli. Similmente, nei primi anni della vita repubblicana, il libertador Simón Bolívar fondò Il Colegio Nacional de Ciencias che fu per lungo tempo una istituzione paradigmatica nell'istruzione di Cusco e della nazione.
La città è dotata vari istituti che coprono il livello primario e secondario. Degni di nota sono il collegio religioso San Francisco de Asis (con più di 300 anni) e l'istituto salesiano La Salle (con più di 100 anni).

#### Università
- Universidad Nacional San Antonio Abad.
- Universidad Andina del Cusco.

#### Istituti Superiori Tecnici
- Instituto Superior Tecnológico Público "Tupac Amaru".

#### Istituti superiori Pedagogici
- Instituto Superior Pedagógico Privado "Uriel García".

## Economia
La principale attività economica è il turismo. Non secondaria è l'attività agricola.

## Amministrazione

### Governo locale
La città è governata dalla Municipalidad Provincial del Cusco che ha competenza in tutto il territorio della provincia di Cusco. Non esiste un'autorità limitata alla città.

### Governo politico
La città di Cusco, nella sua qualità di capitale dipartimentale, è sede del governo regionale di Cusco. Ha anche un prefetto con poteri politici in ambito dipartimentale. Inoltre è sede dei differenti ministeri regionali che formano la pubblica amministrazione.

### Funzione giudiziaria
Cusco è sede della Corte superiore di giustizia.
Come molte altre città, Cusco ha tre simboli ufficiali: la bandiera, lo stemma e l'inno. Simboli che vengono "esposti" il giorno 24 giugno in cui si commemora la festa incaica Inti Raimi, che è quindi divenuta la festa della città.
Per quanto concerne lo stemma, fino al 1992 si preferiva lo scudo araldico carlista (utilizzato da più di 450 anni). Ultimamente la municipalità di Cusco ha preferito l'uso del Sol de Echenique, in quanto in sintonia con il passato incaico.

### Gemellaggi
Cusco è gemellata con:
- Betlemme, Palestina, dal 1994
- Atene, Grecia, dal 18 settembre 1991
- Città del Messico, Messico, dal 1987
- La Paz, dal 3 Gennaio 1984
- Baguio, dal 23 Agosto 1984
- Samarcanda, dal 4 Agosto 1986
- Kyoto, dal 19 Settembre 1987
- Cracovia, dal 8 Novembre 1988
- Jersey City, dal 8 Novembre 1988
- Chartres, dal 21 Ottobre 1989
- Kaesong, dal 22 Ottobre 1990
- Mosca, dal 23 Giugno 1993
- Santa Barbara, dal 29 Agosto 1993
- L'Avana, dal 22 Novembre 1993
- Gerusalemme, dal 23 Marzo 1996
- Copán, dal 2 Aprile 1996
- Xi'an, dal 21 Giugno 1998
- Potosí, dal 22 Giugno 1998
- Cuenca, dal 14 Marzo 2000
- Rio de Janeiro, dal 10 Ottobre 2003

## Infrastrutture e trasporti
Da Cusco, e più precisamente dalla stazione di San Pedro, partono i treni che, attraverso la Valle Sacra, arrivano a Machu Picchu.

## Sport
La squadra di calcio della città è il Cienciano. Il giocatore di calcio più famoso è Arthur Edwin Mendoza Caballero.